# Calophasia picta
Calophasia picta är en fjärilsart som beskrevs av Köhler 1952. Calophasia picta ingår i släktet Calophasia och familjen nattflyn. Inga underarter finns listade i Catalogue of Life.